# Daifang-Kommandantur
| Chinesische Bezeichnung   | Chinesische Bezeichnung |
| ------------------------- | ----------------------- |
| Traditionell:             | 帶方郡                  |
| Vereinfacht:              | 帶方郡                  |
| Pinyin:                   | Dàifāng jùn             |
| Wade-Giles:               | Tai-fang-chün           |
| Koreanische Bezeichnung   |                         |
| koreanisches Alphabet:    | 대방군                  |
| chinesische Zeichen:      | 帶方郡                  |
| Revidierte Romanisierung: | Daebang-gun             |
| McCune-Reischauer:        | Taebang-gun             |

Die Daifang-Kommandantur war eine Verwaltungseinheit des chinesischen Kaiserreichs unter der Wei- und Jin-Dynastie. Sie befand sich auf der Koreanischen Halbinsel und wurde 313 vom Königreich Goguryeo erobert.

## Geschichte
Gongsun Kang, der als Warlord im frühen 3. Jahrhundert die chinesischen Kommandanturen in Liaodong übernommen hatte, teilte im Jahr 204 die Lelang-Kommandantur und richtete in der südlichen Hälfte die Daifang-Kommandantur ein. Von dort aus konnte er seine südlichen Nachbarn beobachten.
Im Jahr 236 besiegte der General Sima Yi, der unter dem Wei-Kaiser Cao Rui diente, die Gongsun-Familie und annektierte Liaodong, Lelang und Daifang. Ein Versuch, die südlichen Stämme zu unterwerfen, scheiterte an deren Aufstand, der schließlich jedoch von den Armeen aus Lelang und Daifang erstickt wurde.
Die Daifang-Kommandantur wurde von der Jin-Dynastie übernommen. Als im 4. Jahrhundert der Bürgerkrieg ausbrach, konnte Jin das Gebiet nicht mehr halten. Zhang Tong (chinesisch 張統) machte sich in Lelang und Daifang selbständig. Nachdem die Xiongnu im Jahr 311 die Jin-Hauptstadt Luoyang eingenommen hatten, suchte er Hilfe bei Murong Hui, dem Warlord der Xianbei. Goguryeo annektierte Lelang und Daifang kurz darauf. Die Vorherrschaft der chinesischen Kultur in dieser Region verblasste in den folgenden Jahrhunderten.

## Gebiet

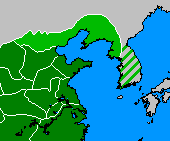
Der chinesische Machtbereich in Liaodong (grün) und der Einflussbereich seit Gongsun Kang (schraffiert).

Die Daifang-Kommandantur befand sich in Hwanghaedo und Kyǒnggido. Dem Buch von Jin zufolge bestand sie aus sieben Präfekturen (chinesisch 縣):
1. Daifang (chinesisch 帶方)
2. Liekou (chinesisch 列口)
3. Nanxin (chinesisch 南新)
4. Changcen (chinesisch 長岑)
5. Tixi (chinesisch 提奚)
6. Hanzi (chinesisch 含資)
7. Haiming (chinesisch 海冥)

Die Hauptstadt befand sich in der Daifang-Präfektur, wurde jedoch noch nicht lokalisiert. Historiker vermuten sie am Han-Fluss, wohingegen Archäologen eine Ausgrabungsstätte in der Provinz Hwanghae-do für die Hauptstadt halten.